# Krkonošsko-jesenické podhůří
Krkonošsko-jesenické podhůří (Sudetské podhůří, polsky Przedgórze Sudeckie, něm. Sudetenvorland) je geomorfologická oblast Krkonošsko-jesenické subprovincie (Sudet) v Polsku a malou částí v Česku. Jde o severní podhůří, zatímco jižní je rozděleno mezi Krkonošskou, Orlickou a Jesenickou oblast. Na severu na ni navazují Středopolské nížiny. Nadmořská výška se nejčastěji pohybuje od 200 do 350 m, ale nejvyšší části dosahují až 718 m.
Území je hustě zalidněné, nacházejí se tu průmyslové oblasti Świdnica, Bielawa a Dzierżoniów.
Krkonošsko-jesenické podhůří se dělí na 7 celků (v polské terminologii mezoregionů):
- Wzgórza Strzegomskie (Striegauer Berge, 332.11)
- Równina Świdnicka (332.12)
- Masyw Ślęży (332.13)
- Wzgórza Niemczańsko-Strzelińskie (332.14)
- Obniżenie Podsudeckie (332.15)
- Obniżenie Otmuchowskie (332.16)
- Przedgórze Paczkowskie (Žulovská pahorkatina a Vidnavská nížina , 332.17)

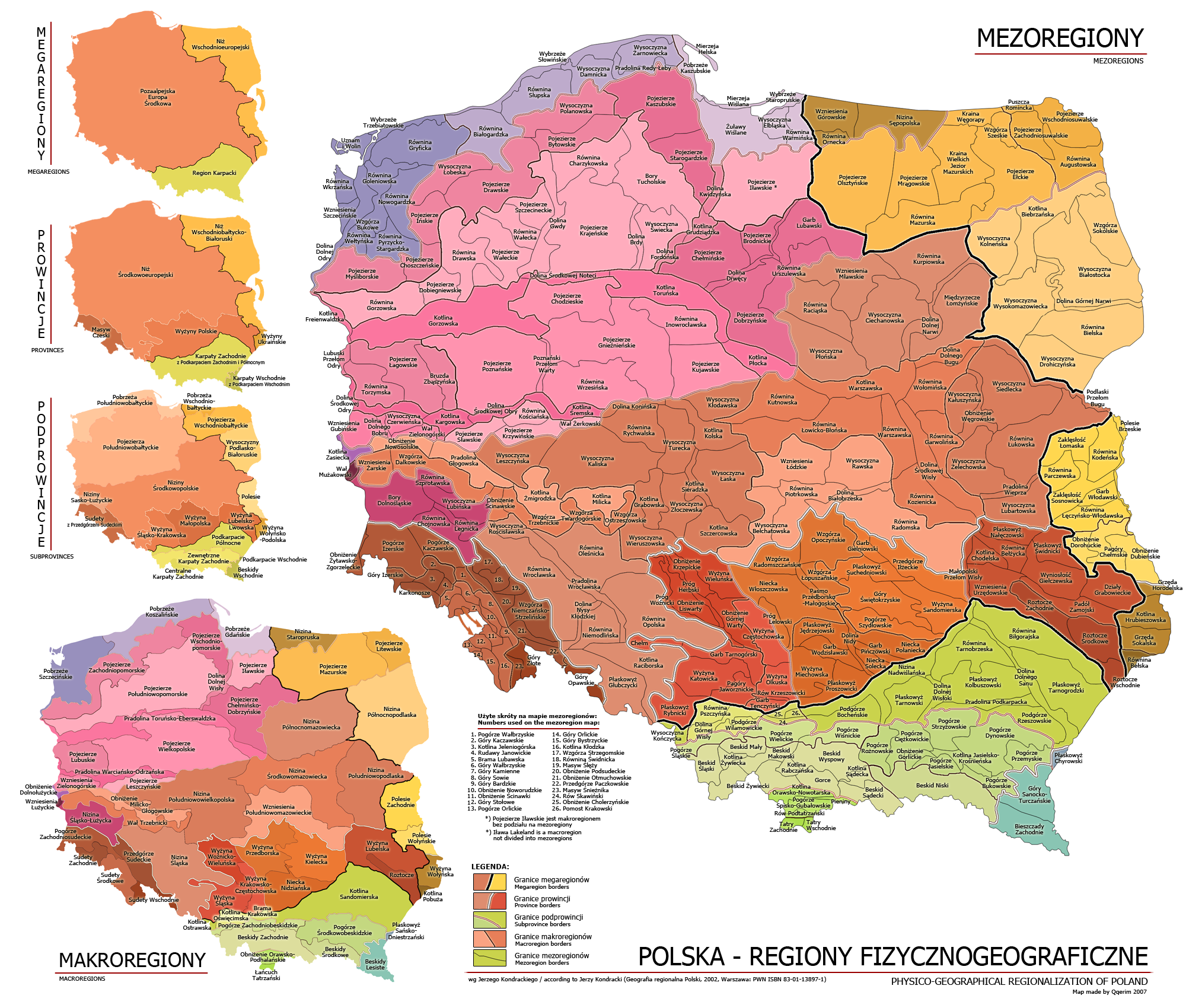
Mapa geomorfologického členění Polska

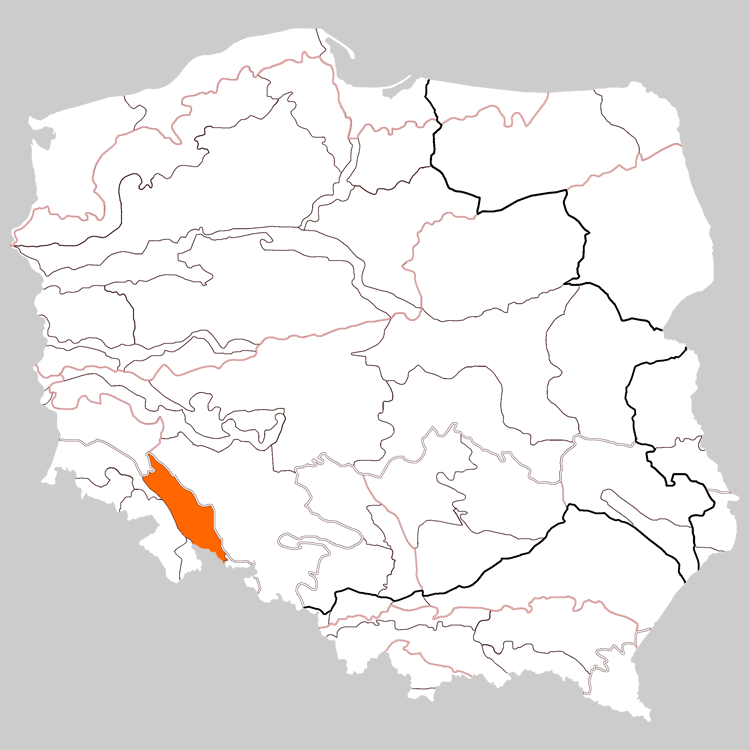
Przedgórze Sudeckie v rámci Polska